# سيو إن يونغ
سيو إن يونغ ( هانغول : 서인영؛ من مواليد 3 سبتمبر 1984) ، والمعروفة أيضًا باسم Elly ، هي مغنية وراقصة وعارضة أزياء ومقدمة برامج تلفزيونية وممثلة كورية جنوبية. كانت عضوة في فرقة جوليري للفتيات وظهرت في برنامج الواقع We Got Married مع كراون جي. في مايو 2012 ، أنشأت سيو شركتها الترفيهية الخاصة ، IY Company.  قدمت سيو أيضًا برنامج الجمال ستار بيوتي (2012). 

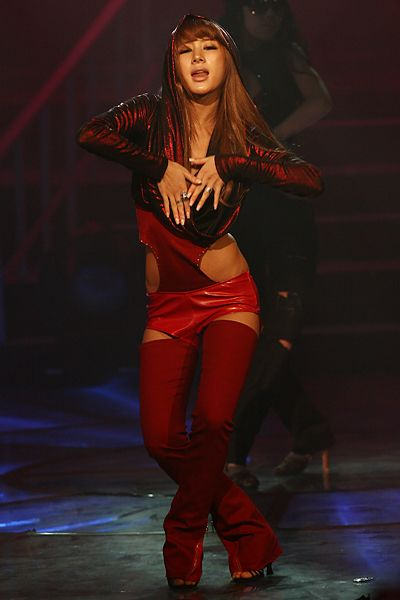
قامت سيو بالترويج لأول مرة منفردة على إنكيغايو في فبراير 2007

## الحياة الشخصية
في 26 ديسمبر 2022 ، أعلنت سيو أنها ستقيم حفل زفافها من صديقها في 26 فبراير 2023. 

## فيلموغرافيا

### دراما
- 2009: ستايل (مشاركة)
- 2011: برافو ، حبي! (مشاركة)
- 2016: نهاية سعيدة (دور رئيسي)

### برامج تليفزيونية
- 2008: Music Bank (مذيعة رئيسية ؛ 29 أغسطس 2008-9 يناير 2009)
- 2009: تزوجنا (الموسم 1 ، الحلقة 1 - 41)
- 2009: كيست سيو إن يونغ
- 2009: أفضل صديق سيو إن يونغ
- 2010: الأبطال (EP 1–40)
- 2012: ستار بيوتي شو (مذيعة رئيسية)
- 2013: ذا فويس كيدز كوريا (مدرب)
- 2013: أغاني خالدة 2
- 2015: كينغ أوف ماسك سينغر (ديباك 1 + 1 ؛ الحلقة 9)
- 2016: الرجال الحقيقيون (عضوة فريق التمثيل ، ضابط البحرية الخاص)
- 2016: معك (الموسم 2 ، 78 - الحاضر مع كرتون جي )
- 2022: نحن عائلة (MBC ، عضو فريق التمثيل) [4]

## روابط خارجية
- سيو إن يونغ على إنستغرام
- Discography on Naver Music (بالكورية)
- Profile on Nate (بالكورية)
- iycompanyعلى تويتر.

قالب:Jewelry (band)